# Sáliva
Sáliva (Sáliba,), glavno pleme američkih Indijanaca porodice Salivan, nastanjeno u graničnom području Kolumbije i Venezuele (departman Cedoño). Sálive žive uz rijeku Meta i Casanare. U Venezueli su danas uveliko akulturirani a bave se uzgojem kukuruza, manioke i čili-papričica
Manioka je glavna hrana Sáliva, a do ostalih izvora dolaze lovom i ribolovom. Do akulturacije u kolumbijska i venezuelska društva, Sáliva-selo se sastojalo od jedne i više kolektivnih kuća, ponekad zaštićenih palisadama. Tipično tropskoj kišnoj šumi poznavali su i hamake (viseće ležaljke), signalne bubnjeve i kanue dubljene u deblu drveta. Svako selo imalo je i muškaračku kuću.
Jedan od obrazaca kojeg nalazimo među Yanomamima i još nekim plemenima (Maxubi) je neka vrsta endokanibalizma, koji se kod Sáliva javlja u malo drugačijem obliku i vezan je uz kult predaka. Ekshumirane kosti mrtvih bi izvadili nakoj jedne godinei spalili ih, te prah popili u pivi od manioke.
Oko 2.000 ih živi u Kolumbiji i dvjestotinjak u Venezueli. 